# Renukoot
Renukoot es un pueblo y nagar Panchayat situado en el distrito de Sonbhadra en el estado de Uttar Pradesh (India). Su población es de 20076 habitantes (2011). Se encuentra a 138 km de Benarés, y a 434 km de Lucknow.

## Demografía
Según el censo de 2011 la población de Renukoot era de 20076 habitantes, de los cuales 11093 eran hombres y 8983 eran mujeres. Renukoot tiene una tasa media de alfabetización del 78,77%, superior a la media estatal del 67,68%. 